# Vieille Case
Vieille Case este un oraș din Dominica.